# 정장현
정장현(丁璋鉉, 1939년 6월 15일~2021년 8월 22일)은 대한민국의 정치인으로, 제14대 국회의원이다.
전라북도 장수에서 출생했다. 1962년 서울대학교 법학과를 나온 후 1990년대 초반 정주영 현대그룹 회장의 정치적 측근으로 이름을 날렸다.
제14대 국회의원 선거를 앞두고 통일국민당의 전국구 국회의원을 지냈다. 하지만 정주영 후보가 제14대 대선에서 패배한 이후 의원직을 사퇴했다.

## 경력
- 아산사회복지사업재단 사무총장
- 현대그룹 통합구매실 실장
- 현대건설주식회사 전무이사
- 현대중공업주식회사 부사장 겸 관리본부장
- 현대백화점주식회사 대표이사 사장
- 통일국민당 당무위원 겸 재정위원장
- 통일국민당 사무차장 겸 당무위원
- 국회 교통 체신위원회 위원
- 제14대 통일국민당 전국구 비례대표 국회의원(재임: 1992년 5월 30일~1993년 2월 18일)
- 민주자유당 사무행정위원 겸 당무위원
- 신민당 당무위원
- 자유민주연합 당무위원
- 신한국당 상임고문 겸 당무위원
- 2002월드컵 유치 국회의원 지원단 위원
- 사단법인 한국환경안보연구소 이사장
- (주)풀무원 상임고문
- (주)LG상사 사외이사
- 대한주택공사 사외이사
- 현대 삼호중공업 상임고문

## 역대 선거 결과
|  | 17.4% |

|  | 24.49% |